# Czuwaj wiaro!
Czuwaj wiaro! – trzecia płyta dziecięcego zespołu Dzieci z Brodą. Wydany w czerwcu 2004 przez Fundację Godne Życie album powstał na zamówienie Muzeum Powstania Warszawskiego z okazji 60. rocznicy wybuchu powstania. Materiał na płytę zarejestrowała czołówka polskich muzyków wraz z dziećmi. Powstało również widowisko telewizyjne oparte w znacznej mierze na piosenkach zawartych na płycie.
Tytuł płyty jest cytatem z jednego z zarejestrowanych utworów: Pałacyk Michla.

## Lista utworów
| 1.     | Serce w plecaku | 2:14  |
|        | - słowa i muzyka: Michał Zieliński                                                                                     |       |
| 2.     | Pałacyk Michla | 3:01  |
|        | - słowa: „Ziutek” Józef Szczepański - opracowanie oryginału: Jerzy Kołaczkowski - na melodię: Nie damy popradowej fali |       |
| 3.     | Warszawo ma | 3:09  |
|        | - słowa: autor Andrzej Włast - melodia żydowska: E. Oberfeld                                                           |       |
| 4.     | Siekiera, motyka | 2:21  |
|        | - słowa: Anna Jachnina - na melodię: Co użyjem, to dla nas                                                             |       |
| 5.     | Dnia pierwszego września                                                                                               | 2:40  |
|        | - słowa: autorzy nieznani - na melodię piosenki dziadowskiej                                                           |       |
| 6.     | Sanitariuszka „Małgorzatka”                                                                                            | 3:17  |
|        | - słowa: „Karnisz” Mirosław Jezierski - muzyka: „Krzysztof” Jan Markowski                                              |       |
| 7.     | Warszawskie dzieci | 3:27  |
|        | - słowa: „Gollard” Stanisław Ryszard Dobrowolski - muzyka: Andrzej Panufnik                                            |       |
| 8.     | Warszawianka | 3:57  |
|        | - słowa: C. Delavigne/K.Sienkiewicz - muzyka: K.Kurpiński                                                              |       |
| 9.     | Piosenka o nocy | 2:18  |
|        | - słowa: Debora Broda - muzyka: Joszko Broda                                                                           |       |
| 10.    | Gdy w noc wrześniowe                                                                                                   | 3:43  |
|        | - słowa: autor nieznany - na melodię: Więc pijmy zdrowie                                                               |       |
| 11-20. | wersje instrumentalne utworów 1-10.                                                                                    |       |
|        | |       |
|        | | 30:07 |
|        | |       |

## Muzycy
- Joszko Broda – fujarki, drumle, klarnet turecki, okaryna, produkcja i opracowanie muzyczne
- Wojciech Waglewski – gitara
- Marcin Pospieszalski – kontrabas, aranżacja smyczków
- Cezary Paciorek – akordeon
- Piotr Żyżelewicz perkusja
- Kwartet Smyczkowy „Kwadrat” w składzie:
  - Grzegorz Lalek – I skrzypce
  - Marta Orzęcka – II skrzypce
  - Roman Protasik – altówka
  - Patryk Rogoziński – wiolonczela

- śpiewają dzieci:
  - Karolina, Paulina i Weronika Błaszczak
  - Ania i Kasia Gromek
  - Maciek Grządziel
  - Michał Kamiński
  - Ania, Asia, Gosia, Łukasz i Piotrek Kosińscy
  - Daniel Pluta
  - Paulina Wojciechowska
  - Kuba Wydra

- Debora Broda – producent projektu
- Przemek Nowak – realizacja nagrania (Studio Buffo), mastering
- Piotr „Dziki” Chancewicz – realizacja nagrania (Media Studio), mix
- Sławek Gładyszewski – realizacja nagrania (Studio Hendrix)